# Sønderho Sogn
Sønderho Sogn var et sogn i Skads Provsti (Ribe Stift). I 2019 blev Sønderho Sogn lagt sammen med Nordby Sogn til Fanø Sogn.
I 1800-tallet var Sønderho Sogn et selvstændigt pastorat. Det hørte til Skast Herred i Ribe Amt. Sønderho sognekommune indgik ved kommunalreformen i 1970 i Fanø Kommune, der fortsatte som selvstændig kommune ved strukturreformen i 2007. 
I Sønderho Sogn findes følgende autoriserede stednavne:
- Annesdal Bjerg (areal)
- Fanø Klitplantage (areal)
- Gammeltoft Bjerge (areal)
- Havside Bjerge (areal)
- Knudtoft Bjerg (areal)
- Krogsand (areal)
- Kåverdal (bebyggelse)
- Låddenbjerge (areal)
- Mosedal (areal)
- Silkebjerg (areal)
- Skifterne (areal)
- Sønderho (bebyggelse, ejerlav)
- Vindgab Bjerge (areal)